# Баю-Гош (Луїзіана)
Баю-Гош (англ. Bayou Gauche) — переписна місцевість (CDP) в США, в окрузі Сент-Чарлз штату Луїзіана. Населення — 2161 особа (2020).

## Географія
Баю-Гош розташований за координатами 29°48′22″ пн. ш. 90°25′17″ зх. д. / 29.80611° пн. ш. 90.42139° зх. д. (29.806163, -90.421278).  За даними Бюро перепису населення США в 2010 році переписна місцевість мала площу 40,86 км², з яких 33,29 км² — суходіл та 7,57 км² — водойми.

## Демографія
Згідно з переписом 2010 року, у переписній місцевості мешкала 2071 особа в 686 домогосподарствах у складі 570 родин. Густота населення становила 51 особа/км².  Було 719 помешкань (18/км²).
Расовий склад населення:
| - 96,5 % — білих - 1,1 % — чорних або афроамериканців - 0,8 % — корінних американців - 0,3 % — азіатів |

До двох чи більше рас належало 0,8 %. Частка іспаномовних становила 1,9 % від усіх жителів.
За віковим діапазоном населення розподілялося таким чином: 28,9 % — особи молодші 18 років, 62,7 % — особи у віці 18—64 років, 8,4 % — особи у віці 65 років та старші. Медіана віку мешканця становила 36,8 року. На 100 осіб жіночої статі у переписній місцевості припадало 100,3 чоловіків;  на 100 жінок у віці від 18 років та старших — 100,0 чоловіків також старших 18 років.
Середній дохід на одне домашнє господарство  становив 79 110 доларів США (медіана — 69 211), а середній дохід на одну сім'ю — 92 167 доларів (медіана — 92 125). Медіана доходів становила 81 130 доларів для чоловіків та 38 063 долари для жінок. За межею бідності перебувало 6,5 % осіб, у тому числі 0,0 % дітей у віці до 18 років та 0,0 % осіб у віці 65 років та старших.
Цивільне працевлаштоване населення становило 1019 осіб. Основні галузі зайнятості: освіта, охорона здоров'я та соціальна допомога — 19,5 %, мистецтво, розваги та відпочинок — 17,0 %, транспорт — 10,6 %, оптова торгівля — 10,0 %.